# Артур М. Шлезінґер, мол.
Артур М. Шлезінґер, молодший (англ. Arthur M. Schlesinger, Jr.; 15 жовтня 1917, Колумбус (Огайо) — 28 лютого 2007, Нью-Йорк) — американський історик, письменник, соціальний критик і ліберальний політичний діяч (радник Едлая Стівенсона, Джона Кеннеді та Ліндона Джонсона).
Син історика Артура М. Шлезінгера, старшого (1888—1965). 

## Біографія
Народився як Артур Банкрофт Шлезінґер (англ. Arthur Bancroft Schlesinger), Артур Меєр Шлезінґер — це прийняте ним ім'я, англ. adopted name in full — Arthur Meier Schlesinger.
З 1943 по 1945 роки Шлезінґер працював аналітиком в Управлінні стратегічних служб, яке є попередником ЦРУ.
Тричі лауреат Пулітцерівської премії: в 1945 році за книгу «Вік Джексона» (англ. The Age of Jackson), в 1966 році за книгу «Тисяча днів: Джон Ф. Кеннеді у Білому Домі» і в 1979 році за книгу «Роберт Кеннеді і його часи» (англ. Robert Kennedy and His Times).